# Liste de clients IRC
 (octobre 2021).
Si vous disposez d'ouvrages ou d'articles de référence ou si vous connaissez des sites web de qualité traitant du thème abordé ici, merci de compléter l'article en donnant les références utiles à sa vérifiabilité et en les liant à la section « Notes et références ».
Un client IRC est un logiciel client capable de se connecter au protocole de communication de messagerie instantanée Internet Relay Chat (IRC).

## Descriptif
Cette liste n'est pas exhaustive et présentée dans l'ordre alphabétique. Sont parfois précisés :
- la ou les licence(s) d'utilisation
- les systèmes d'exploitation sur lesquels ces logiciels sont disponibles
- le langage de programmation utilisé pour écrire le logiciel.

## Liste
- AdiIRC (Linux, Windows. Écrit en C#)
- AndChat (Android)
- Adium (Freeware:GNU GPL ; Mac OS X)
- AmIRC (Freeware : AmigaOS, MorphOS)
- AndroIRC (Android)
- Bersirc (LGPL ; Linux, Mac OS X, Windows)
- BitchX (GNU GPL ; Linux, Unix, Mac OS, Windows)
- BlackIRC (Freeware : AmigaOS, MorphOS)
- CBIRC
- CLIRC (Nintendo DS)
- Polari (GNU GPL[1]; GNU/Linux)
- ii (MIT[2]; GNU/Linux)
- ChatZilla (GNU GPL ; Linux, Mac OS, Unix, Windows. Écrit en JavaScript et XUL)
- Colloquy (GNU GPL : Mac OS X)
- Conversation (Donationware ; Mac OS X)
- Coolsmile (GNU GPL ; Toutes plates-formes. Écrit en Java)
- Twibook (GNU GPL ; Toutes plates-formes. Écrit en Java)
- DarkIRC (GNU GPLv3 ; Toutes plates-formes. Écrit en Java)
- hIRC Client (web client IRC écrit en javascript)
- DIRC (Shareware; Windows)
- ejabberd (GNU GPL ; Toutes plates-formes. Écrit en Erlang) - inclus un client IRC pour les clients Jabber qui veulent se connecter à un serveur IRC
- ERC (logiciel) (GNU GPL ; Toutes plates-formes.  Écrit en Emacs Lisp)
- Fire (GNU GPL ; Mac OS X)
- Gajim (GNU GPL ; UNIX, GNU/Linux, GNU/Hurd, BSD, Windows) - IRC sur protocole Jabber (XMPP) via  passerelle
- HexChat (GNU GPL version 2[3] ; Linux, Windows, Mac OS X. Anciennement nommé XChat-WDK.)
- HybridIRC (GNU GPL ; Linux) Serveur IRC sécurisé (SSL)
- HydraIRC (Freeware ; Windows)
- IceChat (Windows)
- Instantbird (GNU GPL ; Linux, Windows, Mac OS X.)
- IrcII (GNU GPL ; Linux, Unix)
- Ircle (en) (Shareware ; MacOS 7/8/9 ; Mac OS X)
- irssi (GNU GPL ; Windows, Linux, Unix)
- JChatIRC (GNU GPL ; Linux, Windows, Mac OS X. Écrit en Java)
- JmIrc (GNU GPL ; Linux, Windows, Mac OS X. Écrit en Java)
- KiwiIRC (web client IRC écrit en javascript)
- Klient (Shareware ; Windows)
- Konversation (GNU GPL ; Linux, Unix)
- Kopete (GNU GPL ; Linux, Unix)
- KSirc (GNU GPL ; Linux, Unix)
- KVIrc (GNU GPL ; Linux, Unix, Mac OS X, Windows)
- LostIRC (GNU GPL ; Linux)
- Linkinus (Shareware ; Mac OS X)
- Mikochat Flash IRC Client, (Toutes plates-formes supportant Flash ; Écrit en Flash/Flex)
- Adosbox Flash IRC Client, (Toutes plates-formes supportant Flash ; Écrit en Flash/Flex)
- Miranda IM (GNU GPL ; Windows)
- mibbit (Propriétaire, gratuit mais avec des publicités) ; Client web (donc toute plateforme). Écrit en JavaScript (utilisant la méthode de programmation Ajax)
- mIRC (Shareware sous Windows)
- Nettalk (IRC client) (en) (Donationware ; Windows)
- NodeIRC (GNU GPL ; Windows)
- Opera (Toutes plates-formes, plus disponible sous Windows depuis les versions supérieures à 12)
- Origin IRC Traveler (Windows)
- OriXchat (GNU GPL ; Linux, Windows)
- Pidgin (ex Gaim) (GNU GPL ; Linux, Unix, Windows)
- PJIRC (GNU GPL ; Toutes plates-formes. Écrit en Java)
- Quassel IRC (en) (Plateforme compatible : Linux / Mac os / Windows ;
- Qwebirc (en) (GNU GPL ; Client IRC web écrit en python donc compatible toute plateforme niveau client)
- Rhapsody (GNU GPL ; Linux, Unix)
- Snak (en) (Shareware ; Mac OS 9 ; Mac OS X)
- SavIRC (GNU GPL ; Linux, Unix, Windows, Mac OS X)
- Talkative IRC (Windows)
- Thunderbird[4] (MPL, GNU LGPL et GNU GPL ; Linux, Unix, Mac OS X, Windows)
- Trillian (Freeware pour la Basic et Shareware pour la Pro ; Windows)
- TurboIRC (Freeware Windows)
- Vision (MPL ; BeOS, Haiku)
- WeeChat (GNU GPL ; Linux, Unix, FreeBSD, OpenBSD, NetBSD, Mac OS X, GNU/Hurd, Solaris, QNX).
- Wdmedia Flash IRC Client, (GNU GPL ; Toutes plates-formes supportant Flash ; Écrit en Flash)
- WookieChat (Freeware : AmigaOS, MorphOS, AROS)
- xiRCON (Freeware ; Windows)
- XChat (GNU GPL ; Linux, shareware sous Windows Période d'essais de 30 jours en version compilé, Mac OS X, FreeBSD, OpenBSD)
- Yaaic (Android)
- YaP! (GNU LGPL ; Windows, Linux, Mac OS X)
- YChat (GNU GPL ; Freeware Windows, X-chat 2 compilé sans la période d'essais de 30 jours )